# Alfonso García Robles
Alfonso García Robles (Zamora de Hidalgo, 20 marzo 1911 – Città del Messico, 2 settembre 1991) è stato un politico e diplomatico messicano, vincitore, insieme ad Alva Myrdal, del premio Nobel per la Pace nel 1982.
Studiò legge alla UNAM, prima di entrare a far parte del corpo diplomatico messicano (1939). Fece parte della delegazione del suo paese alla Conferenza di San Francisco, che adottò lo Statuto delle Nazioni Unite. Fu ambasciatore in Brasile dal 1961 al 1964, segretario di stato al Ministero degli affari esteri dal 1964 al 1970, e rappresentante permanente alle Nazioni Unite per il Messico dal 1971 al 1975. Fu ministro degli Esteri dal 1975 al 1976. In seguito, fu ancora rappresentante permanente per il suo paese presso il Comitato per il disarmo.
Fu un convinto sostenitore del Trattato di Tlatelolco, che creò un'area denuclearizzata in America Latina e nei Caraibi, e fu grazie all'opera svolta a favore della sua firma (giunta nel 1967 per quel che riguarda la maggior parte dei paesi dell'area interessata. Alcuni stati preferirono ratificarlo solo in seguito).

## Biografia
Alfonso García Robles, nacque a Zamora de Hidalgo, Michoacán, Messico, il 20 marzo 1911.
Era uno studente in una rinomata scuola dei gesuiti, l'Istituto delle Scienze, a Guadalajara. Ha studiato Giurisprudenza, laureandosi presso l'Università Nazionale Autonoma del Messico e svolgendo nel 1936 studi post-laurea presso l'Istituto di Studi Superiori Internazionali, che attualmente fa parte dell'Università di Parigi, il Panthéon-Assas, e nel 1938 presso l'Accademia di Diritto Internazionale di L'Aia. Fu soprannominato il "Marlin" poiché nel 1937 creò una campagna per salvare il pesce marlin.

### Nel Servizio Estero messicano
Entrò nel servizio estero del suo paese nel 1939 come terzo segretario dell'ambasciata messicana in Svezia. Fu trasferito in Messico nel 1941 per entrare al Ministero degli Affari Esteri (SRE), dove rimase per cinque anni come vicedirettore degli Affari Politici del Servizio Diplomatico.
Successivamente, con l'incarico di Segretario per gli Affari Internazionali della Commissione Nazionale per la Pianificazione della Pace, collaborò alla Conferenza delle Nazioni Unite sull'Organizzazione Internazionale tenutasi a San Francisco nel 1945, dove furono gettate le basi giuridiche dell'Organizzazione delle Nazioni Unite. 

### Funzionario delle Nazioni Unite
Dal 1946 al 1956 visse a New York City, lavorando per l'ONU come capo della Divisione Politica del Dipartimento per gli Affari del Consiglio di Sicurezza. Fu rappresentante dell'ONU alla Conferenza Panamericana di Bogotà (1948), nella quale fu firmata la Carta dell'Organizzazione degli Stati Americani.
Nel 1950 sposò Juana María Szyszlo, una giovane funzionaria peruviana delle Nazioni Unite, dalla quale avrà due figli.

### Ritorno al Servizio Estero messicano
Dal 1958 al 1960 fu direttore capo per gli affari dell'organizzazione europea, asiatica e internazionale della SRE. In questo periodo si occupò di Diritto del Mare, contribuendo ai congressi di Ginevra.
Dal 1962 al 1964 fu ambasciatore in Brasile. Dal 1964 al 1970 fu sottosegretario al Ministero degli Affari Esteri.

### Trattato di Tlateloco
In seguito alla crisi missilistica cubana, il presidente Adolfo López Mateos, "che ha esteso le reti diplomatiche del Messico oltre i loro limiti tradizionali e ha dedicato sforzi significativi alla promozione dell'integrazione latinoamericana",  ha promosso la denuclearizzazione nella regione. L'idea era di garantire che le armi nucleari erano bandite e che questa parte del mondo non era coinvolta in alcun conflitto tra grandi potenze rivali.
García Robles ha svolto un ruolo cruciale nel lancio e nell'attuazione dell'accordo, diventando soprannominato "il padre dell'accordo di Tlatelolco". I negoziati sono stati guidati da García Robles insieme ad altri due eminenti diplomatici messicani:
Le delegazioni di altri paesi includevano diplomatici altrettanto importanti: José Sette Câmara, rappresentante del Brasile, Alberto Sepúlveda Contreras, rappresentante del Cile, Leopoldo Benítez , rappresentante dell'Ecuador e persino Juan Natalicio González, ex presidente del Paraguay.
L'assemblea generale delle Nazioni Unite autorizzò COPREDAL il 27 novembre 1963. L'incontro reliminare sulla denuclearizzazione dell'America Latina (REUPRAL) creò la Commissione Preparatoria per la Denuclearizzazione dell'America Latina (COPREDAL). Tra il 1964 e il 1967 si tennero quattro sessioni COPREDAL a Città del Messico.
Alfonso García Robles, allora sottosegretario agli Affari Esteri, guidò la delegazione messicana ma fu nominato presidente del COPREDAL, per cui l'ambasciatore Ismael Moreno Pino, capo del sottosegretario agli Affari Multilaterali, dovette assumere la rappresentanza degli interessi del Messico nella conferenza.
Come presidente del COPREDAL, diresse gli incontri che si tennero a Città del Messico a partire dal 1964 e che, dopo anni di pazienti trattative, si conclusero con la firma, il 14 febbraio 1967, del Trattato di proibizione delle armi nucleari in America Latina, noto come Trattato di Tlatelolco.  "La sua portata storica è indiscutibile. Dalla sua concezione intellettuale fino alla sua firma, menti illustri del continente americano hanno partecipato alla sua formulazione, rappresentando – fedelmente – una generazione angosciata dagli orrori di due guerre mondiali e dalla minaccia di una terza, che trovò il suo momento più delicato nella crisi missilistica cubana del 1962. Una generazione che ricercava incessantemente la pace e l’armonia tra le nazioni, protette dall’incipiente sistema multilaterale della Società delle Nazioni". Dal 1971 al 1975 fu ambasciatore del Messico presso le Nazioni Unite e presiedette il Gruppo dei 77.
Entrò nel Colegio Nacional il 4 aprile 1972, con la conferenza "Il disarmo e le Nazioni Unite", presentata da Antonio Gómez Robledo. Tra il 1975 e il 1976 fu cancelliere del Messico. Dal 1977 è stato rappresentante permanente del Messico presso il Comitato per il disarmo delle Nazioni Unite a Ginevra, Svizzera. Nel 1978 fu presidente della delegazione messicana alla Prima Sessione Speciale per il Disarmo dell'Assemblea Generale delle Nazioni Unite e fu uno dei responsabili dell'adozione del "documento finale".

### Riconoscimenti e Premio Nobel
Nel 1982, il Presidente della Repubblica, José López Portillo, lo nominò ambasciatore emerito, onore riservato a dieci ambasciatori che hanno reso un servizio eccezionale alla repubblica in materia di politica estera.
Nel settembre 1982 è stato insignito della Decorazione del Servizio Estero messicano. 
Nell'ottobre 1982 vinse il Premio Nobel per la pace per "il suo magnifico lavoro nei negoziati sul disarmo delle Nazioni Unite", un riconoscimento che condivise con la diplomatica e scrittrice svedese Alva Reimer Myrdal.

### Morte
Morì il 2 settembre 1991 a Città del Messico. Fu sepolto nel Pantheon spagnolo, situato nell'ufficio del sindaco Miguel Hidalgo .
L'archivio personale di García Robles e la sua biblioteca di 1.100 volumi furono donati dalla vedova all'Università della Virginia negli Stati Uniti nel 1998.
Il 24 aprile 2003, il suo nome è apparso scritto in lettere d'oro su una delle pareti del Palazzo Legislativo di San Lázaro, sede della Camera dei Deputati del Messico.
Durante le celebrazioni del cinquantesimo anniversario della Facoltà di Giurisprudenza dell'Università La Salle, è stato inaugurato il busto in suo onore che mostra come gli sforzi e i grandi sacrifici ottengono la loro grande ricompensa.